# Ruchowci
Ruchowci (bułg. Руховци) – wieś w Bułgarii, w obwodzie Wielkie Tyrnowo, w gminie Elena. W 2024 roku liczyła 104 mieszkańców.